# Mycena intersecta
Mycena intersecta es una especie de hongo basidiomicetos de la familia Mycenaceae.

## Características
Este hongo es característico solamente de  Honshu, Japón, donde crecen en la humedad y en lugares sombríos, entre las hojas y ramas caídas de los robles, fue descrito en el año 2007.
La forma del sombrero (píleo) es cónico a convexa, acampanado y estriado, cambian de color al estar húmedos, la superficie del sombrero al principio pareciera que estuviera recubierta con un fino polvo blanco, pero al madurar pierde esa característica, el sombrero llega a medir hasta 1,2 centímetros y el color es oliva marrón a marrón amarillento.
El tallo es delgado, mide hasta 1,2 milímetro de grosor y tiene un largo de hasta 8 centímetros, es hueco, su color es marrón oliva a marrón oscuro, la base del tallo está recubierta de gruesos pelos blanquecinos.